# Stypin
Stypin – wieś w Polsce położona w województwie wielkopolskim, w powiecie kolskim, w gminie Babiak.
W latach 1975–1998 miejscowość administracyjnie należała do województwa konińskiego.

## Pomnik
We wsi znajduje się pomnik z okresu powstania styczniowego.